# Mockevičius
Mockevičius ist ein litauischer männlicher Familienname, abgeleitet von Mockus + vičius.

## Weibliche Formen
- Mockevičienė, verheiratet
- Mockevičiūtė, ledig

## Personen
- Rymantas Mockevičius (* 1967), Beamter, General im Innendienst
- Skirmantas Mockevičius (* 1965), Verwaltungsjurist und Politiker, Bürgermeister von Jurbarkas